# Distrikt Pancán
Der Distrikt Pancán liegt in der Provinz Jauja in der Region Junín in Zentral-Peru. Der Distrikt wurde am 26. Januar 1956 gegründet. Er besitzt eine Fläche von 10,9 km². Beim Zensus 2017 wurden 1285 Einwohner gezählt. Im Jahr 1993 lag die Einwohnerzahl bei 1538, im Jahr 2007 bei 1398. Sitz der Distriktverwaltung ist die etwa 3400 m hoch gelegene Ortschaft Pancán mit 686 Einwohnern (Stand 2017). Pancán befindet sich 3,3 km nordnordöstlich der Provinzhauptstadt Jauja.

## Geographische Lage
Der Distrikt Pancán befindet sich im Andenhochland am Westrand der peruanischen Zentralkordillere zentral in der Provinz Jauja. Das Gebiet umfasst das südliche Viertel des Sees Laguna de Paca. Im Osten wird der Distrikt von den Flüssen Río Huambo und Río Yacus begrenzt.
Der Distrikt Pancán grenzt im Süden an den Distrikt Jauja, im Westen an den Distrikt Acolla, im Norden an die Distrikte Paca und San Pedro de Chunán sowie im Osten an die Distrikte Yauli und Huertas.

## Ortschaften
Im Distrikt gibt es neben dem Hauptort folgende größere Ortschaften:
- Chucllu (226 Einwohner)